# Alexis Dessaint
Pour les articles homonymes, voir Dessaint.
Alexis Dessaint (16 juillet 1847-18 décembre 1890) est un avocat et homme politique fédéral et municipal du Québec.

## Biographie
Né à Kamouraska dans le Canada-Est, M. Dessaint étudie au Collège de Sainte-Anne-de-la-Pocatière, à Trois-Rivières, à l'Université Laval et à l'Université Victoria de Toronto. Nommé au Barreau du Québec en 1869, il servit comme major dans le 88e Bataillon de milice de Kamouraska et de Charlevoix de 1883 à 1890. Ses premiers pas en politique fut comme maire de la municipalité de Kamouraska.
Élu député du Parti libéral du Canada dans la circonscription fédérale de Kamouraska en 1887, il n'a pas eu la chance de se présenter à aux élections de 1891 car il est mort en fonction lors d'une tragédie ferroviaire survenue le 18 décembre 1890 sur le chemin de fer de l'Intercolonial au village de Lauzon (aujourd'hui Ville de Lévis). Il était accompagné du préfet Joseph-Phydime Blais (aussi décédé) pour se rendre à Québec afin de demander des subsides au Gouvernement pour l'établissement d’une verrerie à Kamouraska.